# Inspectorul Harry (serie de filme)
Dirty Harry sau Inspectorul Harry este o serie de cinci filme despre inspectorul "Dirty" Harry Callahan de la San Francisco Police Department. Rolul titular este interpretat de actorul Clint Eastwood. Cele cinci filme sunt Inspectorul Harry (1971), Magnum Force (1973), Procurorul (1976), Întoarcerea inspectorului Harry (1983) și Inspectorul Harry și jocul morții (1988).

## Filme cu Inspectorul Harry

### Inspectorul Harry(1971)
Inspectorul Harry este un film polițist thriller american din 1971, produs și regizat de Don Siegel, primul din seria Inspectorul Harry.  

### Magnum Force(1973)
Forța pistolului (în engleză Magnum Force) este un film polițist thriller american din 1973, produs de Robert Daley și regizat de Ted Post, al doilea din seria Inspectorul Harry.  Scenariul este scris de  John Milius (cel care, fără a fi menționat, a rescris scenariul filmului original) și Michael Cimino. David Soul, Tim Matheson și Robert Urich interpretează rolurile principalilor antagoniști ai filmului, ca polițiști corupți. Având 124 de minute, acesta este cel mai lung film din seria Dirty Harry.

### Procurorul(1976)
Procurorul este un film polițist thriller american din 1976, regizat de James Fargo, al treilea din seria Inspectorul Harry. Tyne Daly joacă rolul inspectorului Kate Moore și DeVeren Bookwalter pe cel al liderului terorist Bobby Maxwell.

### Întoarcerea inspectorului Harry(1983)
Întoarcerea inspectorului Harry este un film polițist thriller american din 1983, produs și regizat de Clint Eastwood, al patrulea din seria Inspectorul Harry.  Acesta este singurul film din seria Inspectorul Harry care a fost regizat de Eastwood însuși.

### Inspectorul Harry și jocul morții(1988)
Inspectorul Harry și jocul morții este un film polițist thriller american din 1988, regizat de Buddy Van Horn după scenariul lui Steve Sharon. El este al cincilea și ultimul film din seria Inspectorul Harry, în care Clint Eastwood interpretează rolul titular al inspectorului de la San Francisco Police Department "Dirty" Harry Callahan. 